# Alberto: ¿quién sabe cuánto cuesta hacer un ojal?
Alberto: ¿quién sabe cuánto cuesta hacer un ojal? es un largometraje religioso y biográfico chileno para televisión emitida en 2005, basado en la vida del Santo chileno San Alberto Hurtado. 
La cinta fue producida por la Corporación de televisión de la Universidad Católica de Chile y Cine XXI, dirigida por Ricardo Larraín, escrita por Andrés Salawski y protagonizada por el actor Iván Álvarez de Araya. Esta película biográfica del Sacerdote Jesuita chileno relata sus primeros acercamientos a los más necesitados y a la iglesia.

## Sinopsis
A fines de los años veinte, el estudiante de derecho Luis Alberto Hurtado prepara su estudio de titulación sobre las condiciones de los trabajadores obreros. Como parte de su investigación, acude a una pequeña fábrica de camisas, lugar en el que conoce a un grupo de costureras que trabaja más de quince horas diarias para ganar un sustento mínimo. El trabajo es arduo, el pago es poco y el sacrificio es casi un martirio. Observando a estas mujeres, el universitario se percata de las paupérrimas condiciones en que vive un gran sector de la población y decide alzar la voz en su nombre.

## Elenco
- Iván Álvarez de Araya - San Alberto Hurtado
- Felipe Gamboa - Alberto Hurtado (niño)
- María Olga Matte - Ana Cruchaga Tocornal (Madre)
- Cristián Campos - Alberto Hurtado Larraín (Padre)
- Alejandro Trejo - Gajardo
- Andrés Salawski - Comerciante
- Aline Kuppenheim - Julia Cruchaga (Tía)
- Luis Gnecco - Tío
- Hugo Medina - Padre Damián Simón
- Alejandro Goic - Padre Fernando Vives
- Sergio Madrid - Profesor de Tesis
- Vilma Verdejo - Mujer hacedora de ojales
- Armando Berríos - Corredor
- Carmen Disa Gutiérrez - Marta
- Marcial Edwards - Amigo del teatro
- Mireya Moreno - Ernestina
- Clara María Escobar - Herminda
- Jimena Saéz - Bella
- Jessica Vera - Clorinda
- Aldo Bernales - Curco
- Mario Bustos - Cuatrero herido
- Juan Cristóbal Rocha - Miguel Hurtado (niño)/ hermano de Alberto
- Macarena Grun - Niña de los ojales
- Claudio Castro - Julio Hurtado
- Cristián Ordóñez - Mozo
- Kattva Bórguez - Empleada de la tía
- Luis Ortega - Transeúnte
- Danitza Navarrete - Vendedora de tortillas
- Pamela Saavedra - Compradora

## Miscelánea
El actor Cristián Campos, quien interpreta a Alberto Hurtado Larraín, padre de Alberto en esta película biográfica, interpretó anteriormente al santo en la recordada miniserie biográfica y religiosa Crónica de un hombre santo.
En los créditos los personajes basados en personas reales, como la familia cercana de Hurtado, aparecen acreditados sin su nombre, como padre, madre, tío y tía.